# ابن مقرض أسود الأقدام
ابن مقرض أسود الأقدام (الاسم العلمي: Mustela nigripes) (بالإنجليزية: Black-footed Ferret)‏ هو نوع من الحيوانات يتبع جنس ابن عرس من فصيلة العرسيات.